# James Yorke Scarlett
Sir James Yorke Scarlett, GCB, (1799-1871), filho do 1.º Barão de Abinger, foi um general britânico e herói da Guerra da Crimeia.
Estudou nos prestigiados Eton e Trinity College, entrando no exército com a patente de Cornet (entre capitão e tenente) em 1818 e em 1830 chegou a major dos 5th Dragoon Guards. De 1836 a 1841 foi deputado pelo Partido Conservador por Guildford.
Durante a Batalha de Balaclava em 25 de outubro de 1854, a Brigada Pesada ultrapassava largamente a cavalaria russa que era o seu inimigo. Embora o ataque fosse despropositado, se Scarlett tivesse sido autorizado a avançar um pouco mais, a desastrosa Carga da Brigada Ligeira poderia ter tido êxito.